# Список наград и почётных званий патриарха Московского и всея Руси Алексия II
Список наград, премий и званий, которых был удостоен Алексий II, патриарх Московский и всея Руси. Включает в себя церковные, государственные, ведомственные и общественные награды, а также почётные звания.

## Награды Русской православной церкви и других Поместных церквей
- Орден святого апостола Андрея Первозванного с алмазной звездой
- Орден Славы и Чести (2005) — в ознаменование 15-летия Первосвятительских трудов на благо Церкви и Отечества[1][2]
- Орден святого благоверного князя Даниила Московского I степени
- Орден святителя Алексия, митрополита Московского I степени
- Орден святителя Алексия, митрополита Московского II степени
- Орден святого равноапостольного великого князя Владимира I степени (27 мая 1968)
- Орден святого равноапостольного великого князя Владимира II степени (11 мая 1963)
- Орден преподобного Сергия Радонежского I степени (21 февраля 1979)
- Орден святителя Иннокентия, митрополита Московского и Коломенского I степени
- Орден святого благоверного великого князя Димитрия Донского I степени (2005)[3]
- Право ношения второй панагии (1971)
- Орден святых равноапостольных Кирилла и Мефодия I степени (Чехословацкая православная церковь, 20 октября 1962)
- Орден преподобного Иоанна Рыльского I степени (Болгарская православная церковь, май 1968)
- Орден «Святой царь Борис» (Болгарская православная церковь, 1988)
- Орден Святого Саввы I степени (Сербская православная церковь, 1994)
- Орден апостола Марка (Александрийская православная церковь, 1969)
- Орден Животворящего Креста I и II степени (Иерусалимская православная церковь, 1968, 1984)
- Орден святого великомученика Георгия Победоносца I и II степени (Грузинская православная церковь, 1968, 1972)
- Орден апостолов Петра и Павла II степени (Антиохийская православная церковь, 1 сентября 1981)
- Другие ордена митрополий Антиохийского патриарха
- Орден святого священномученика Иоанна, архиепископа Рижского I степени (Латвийская православная церковь, 28 мая 2006)[4]
- Медаль 1500-летия Иерусалимского патриархата (1965)
- Золотая медаль I степени святого великомученика Димитрия Солунского (Греция, 25 сентября 1980)
- Золотая медаль I степени святой великомученицы Екатерины Митрополия Катерини (Греция, 4 мая 1982)
- Медаль «15 лет Кемеровской и Новокузнецкой епархии» (Кемеровская и Новокузнецкая епархия, 22 марта 2008)

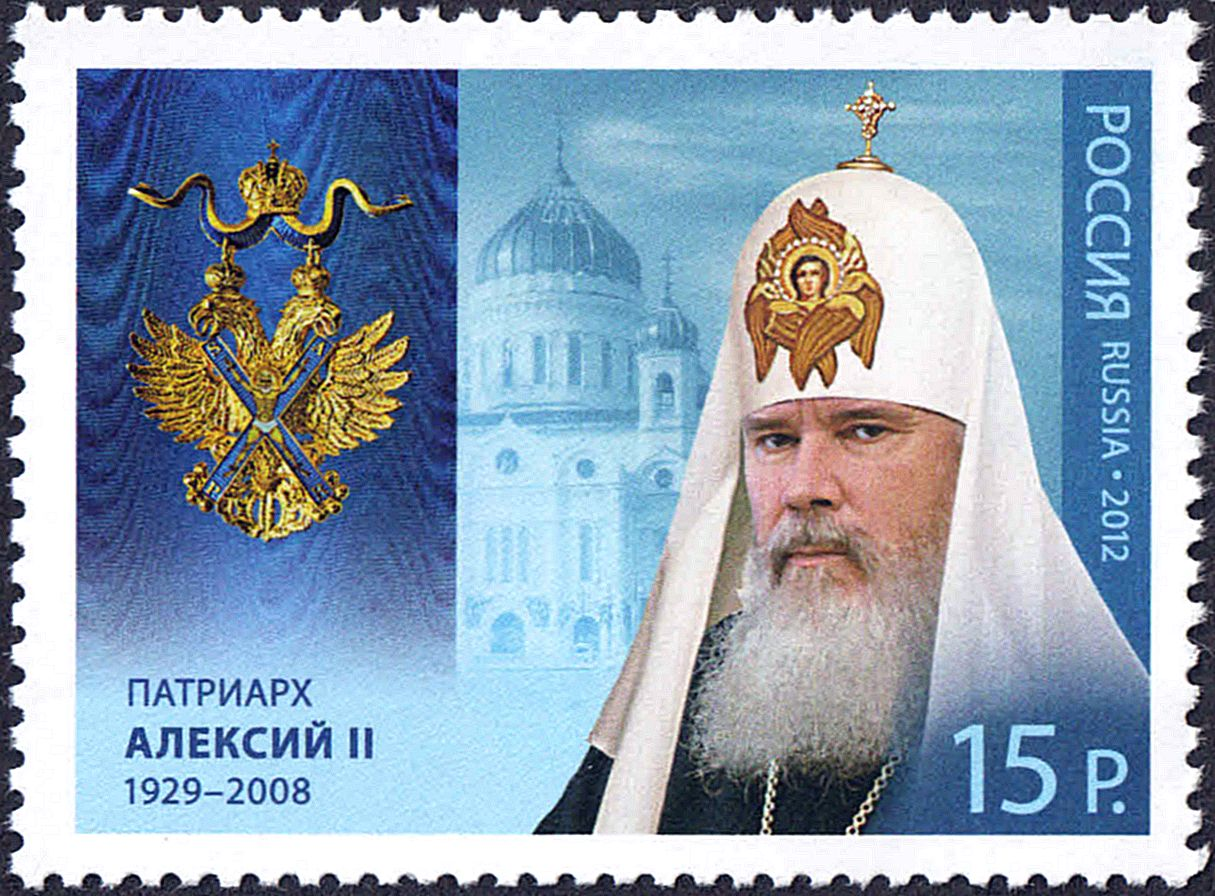
Патриарх Алексий II — кавалер ордена Святого апостола Андрея Первозванного. Почтовая марка России, 2012 г.,

## Государственные награды Российской Федерации
- Орден Святого апостола Андрея Первозванного (19 февраля 1999) — за выдающийся вклад в духовное и нравственное возрождение России, сохранение мира и согласия в обществе[5]
- Орден «За заслуги перед Отечеством» I степени (23 февраля 2004) — за выдающийся вклад в укрепление мира и согласия между народами, восстановление исторического и культурного наследия России[6]
- Орден «За заслуги перед Отечеством» II степени (11 сентября 1997) — за большой вклад в достижение единения и согласия в обществе и многолетнюю миротворческую деятельность[7]
- Орден Дружбы народов (22 февраля 1994) — за большой личный вклад в дело духовного возрождения России и активную миротворческую деятельность[8]
- Государственная премия Российской Федерации за выдающиеся достижения в области гуманитарной деятельности 2005 года (9 июня 2006, вручена 12 июня).
- Благодарность Президента Российской Федерации (30 мая 1995) — за большие заслуги в возрождении духовной культуры, активную миротворческую деятельность по сохранению общественного согласия [9]
- Благодарность Президента Российской Федерации (13 января 2001) — за большой вклад в духовное и нравственное возрождение России, укрепление гражданского мира и в связи с 2000-летием христианства[10]

## Государственные награды СССР
- Орден Трудового Красного Знамени (3 июня 1988 года) — за активную миротворческую деятельность и в связи с 1000-летием крещения Руси[11]
- Орден Дружбы Народов (22 ноября 1979)

## Награды субъектов Российской Федерации
- Орден «Ключ дружбы» (Кемеровская область)[12]
- Орден Белого Лотоса (Калмыкия, 1997)[13]
- Орден «За заслуги» (Ингушетия, 2006)[14][15]
- Орден «Полярная Звезда» (Якутия, 2007)[16]

## Ведомственные награды
- Памятная медаль А. М. Горчакова (МИД России, 2002)
- Нагрудный знак «За милосердие и благотворительность» (Министерство образования и науки Российской Федерации, 2003)[17].
- Медаль «За вклад в развитие агропромышленного комплекса» I степени (Минсельхоз России, 2005)[18]
- Медаль Анатолия Кони (Минюст России, 2000)[19]
- Почётное звание «Добрый ангел мира»[20]
- «Золотой крест» Союза армян России — за выдающийся вклад в дело укрепления межконфессионального мира и согласия и упрочения братских отношений между Русской Православной Церковью и Армянской Апостольской Церковью[21]

## Иностранные государственные награды
- Орден «Слава» (Азербайджан, 13 сентября 2005) — за заслуги в развитии дружественных отношений между народами Азербайджана и России[22][23][24]
- Орден Креста земли Марии I степени (Эстония, 18 сентября 2003)[25][26].
- Орден Трёх звёзд I степени (Латвия, 25 мая 2006)[27][28].
- Орден Дружбы народов (Белоруссия, 26 марта 2004) — за плодотворную деятельность по сближению и взаимообогащению национальных культур, большой личный вклад в развитие духовного и интеллектуального потенциала братских народов Беларуси и России[29][30]
- Орден Почёта (Белоруссия, 20 октября 2008) — за значительный личный вклад в духовное возрождение белорусского народа, укрепление дружбы и культурных связей между народами Беларуси и России[31][32]
- Орден Франциска Скорины (Белоруссия, 23 сентября 1998) — за особые заслуги в развитии и укреплении дружественных связей между народами[33][34]
- Медаль Франциска Скорины (Белоруссия, 22 июля 1995) — за большой вклад православной церкви в духовное возрождение белорусского народа[35]
- Орден Республики (Молдавия, 11 ноября 2005) — в знак признания выдающихся заслуг в утверждении ценностей человеческого единения, солидарности и терпимости, за неустанный духовный подвиг во славу нравственной победы сил добра и правды и за непоколебимую верность идеалам многовековой дружбы народов Молдовы и России[36][37]
- Национальный орден Кедра (Ливан, 6 октября 1991)[38]
- Орден Великого князя Литовского Гядиминаса I степени (Литва, 1997)[39]
- Орден «Достык» I степени (Казахстан, 10 декабря 2001) — за значительный вклад в укрепление мира, дружбы и сотрудничества между государствами и народами, а также в связи с 10-летием независимости республики[40][41]
- Орден Республики (ПМР, 8 февраля 1999) — за неоценимый вклад в деле укрепления истинной Православной веры наших отцов, огромное, постоянное внимание, помощь, проявляемые к чадам Единой Святой Соборной Апостольской Церкви нашего Государства и в связи с 70-летием со дня рождения[42]

## Общественные и иные награды
- Орден Петра Великого II степени[43]
- Орден «Золотая Звезда за верность России»[43]
- Почётная грамота Советского фонда мира (23 августа 1969)
- Медаль и почётная грамота Советского фонда мира (13 декабря 1971)
- Памятная настольная именная медаль Советского фонда мира (1969)
- Медаль Всемирного Совета Мира (1976) — в связи с 25-летием движения сторонников мира
- Медаль Советского комитета защиты мира (1974) — в связи с 25-летием образования комитета
- Почётная грамота Советского комитета защиты мира (ноябрь 1979)
- Почётная грамота и памятная медаль Советского фонда мира (ноябрь 1979)
- Памятная медаль Всемирного Совета Мира (1981) — в связи с 30-летием движения сторонников мира
- Почётный знак Правления Советского фонда мира (15 декабря 1982) — за активное участие в деятельности фонда
- Грамота общества советско-индийской дружбы[44].
- По информации Keston News Service, в 1988 награждён Почётной Грамотой КГБ СССР[45][46].
- Международная премия имени М. А. Шолохова в области литературы и искусства (2000).
- Императорский орден Святого апостола Андрея Первозванного (Российский императорский дом, 10 июня 2004 года)[47].
- Национальная премия «Россиянин года» (2008 год)[48]
- Звезда Ордена Св. Александра Невского «За труды и Отечество»[49].
- Орден «Шейх уль-ислам» (Управление мусульман Кавказа, 4 июля 2006) — за великие труды, направленные на достижение мира, взаимопонимания и согласия между народами, утверждение толерантности как нормы жизни, урегулирование межнациональных конфликтов[50][51].

## Почётный гражданин ряда регионов и городов
- Почетный гражданин Москвы
- Почётный гражданин Санкт-Петербурга
- Почётный гражданин Великого Новгорода
- Почётный гражданин Сергиева Посада
- Почётный гражданин Республики Калмыкия
- Почётный гражданин Республики Мордовия
- Почётный гражданин Ленинградской области[52]
- Почётный гражданин Республики Карелия (2006)[53]
- Почётный гражданин города Дмитрова (2003)[54]
- Почётный гражданин Мурома (Владимирская область, 2006)[55]
- Почётный гражданин Кемеровской области (2005)[56]
- Почётный гражданин города Подольска Московской области (2001)

## Почётные учёные степени
- Почётный профессор МГУ имени М. В. Ломоносова (1993)
- Почётный доктор СПбГУ (1994)[57]
- Почётный доктор богословия университета Пасифик Аляски (1994 год)[58]
- Почётный доктор Бакинского славянского университета[59]
- Почётный доктор Петрозаводского государственного университета (2000 год)[60]